# Pavol Szikora
Pavol Szikora (Losonc, 1952. március 26. – Fülek, 2021. május 22.) szlovák távgyalogló, olimpikon.

## Pályafutása
A VŠC Dukla Banská Bystrica versenyzője volt. Pályafutása jelentős részében 50 km-es távon versenyzett. Az 1983-as világbajnokságon tizenegyedik lett. A szovjet bojkott miatt nem vehetett részt az 1984-es Los Angeles-i olimpián. Az olimpia pótlására rendezett Barátság játékokon ezüstérmet szerzett. Az 1986-os Európa-bajnokságon nyolcadik, az 1987-es világbajnokságon hetedik, az 1988-as szöuli olimpián tizedik, az 1991-es világbajnokságon 16., az 1992-es barcelonai olimpiai játékokon 27. helyezést ért el.
Hét csehszlovák bajnoki címet nyert: egyszer 20 km-en (1982), hatszor 50 km-en (1983, 1985, 1986, 1988, 1990, 1991).

## Sikerei, díjai
- Csehszlovák bajnokság – gyaloglás
  - bajnok (7): 1982 (20 km), 1983, 1985, 1986, 1988, 1990, 1991 (50 km)
  - 2.: 1987 (50 km)